# Laukezers
Laukezers este o arie protejată (arie specială de conservare — SAC, sit de importanță comunitară — SCI, arie de protecție specială avifaunistică — SPA) din Letonia întinsă pe o suprafață de 325,45 ha, integral pe uscat.

## Localizare
Centrul sitului Laukezers este situat la coordonatele 56°29′30″N 26°00′53″E / 56.4916°N 26.0146°E.

## Înființare
Situl Laukezers a fost declarat arie de protecție specială avifaunistică în noiembrie 2003 pentru a proteja 4 specii de plante și 10 specii de animale. Alte tipuri de protecție:
- sit de importanță comunitară (în mai 2004)
- arie specială de conservare (în mai 2004)[1][3][4]

## Biodiversitate
Situată în ecoregiunea boreală, aria protejată conține 13 habitate naturale: Ape stătătoare oligotrofe până la mezotrofe, cu vegetație de Littorelletea uniflorae și/sau de Isoëto-Nanojuncetea, Ape puternic oligomezotrofe cu vegetație bentonică cu Chara spp., Lacuri eutrofice naturale cu vegetație de tip Magnopotamion sau Hydrocharition, Pajiști fino-scandinave uscate până la mezice, bogate în specii de altitudine mică, Fânețe de joasă altitudine (Alopecurus pratensis, Sanguisorba officinalis), Turbării active, Mlaștini turboase de tranziție și turbării mișcătoare, Izvoare fino-scandinave și mlaștini produse de izvoare bogate în minerale, Mlaștini calcaroase cu Cladium mariscus și specii de Caricion davallianae, Taiga vestică, Păduri fino-scandinave bogate în ierburi cu Picea abies, Păduri de conifere pe eskere fluvioglaciare sau legate la acestea, Mlaștini împădurite.
La baza desemnării sitului se află mai multe specii protejate:
- plante (4): Hamatocaulis vernicosus, moșișoare (Liparis loeselii), dedițelul (Pulsatilla patens), Thesium ebracteatum
- păsări (8): buhai de baltă (Botaurus stellaris), caprimulg (Caprimulgus europaeus), barză albă (Ciconia ciconia), erete de stuf (Circus aeruginosus), cristeiul de câmp (Crex crex), cocor (Grus grus), sfrâncioc roșiatic (Lanius collurio), ciocârlie de pădure (Lullula arborea)
- nevertebrate (1): libelule (Leucorrhinia pectoralis)
- pești (1): zvârluga (Cobitis taenia)

Pe lângă speciile protejate, pe teritoriul sitului au mai fost identificate 14 specii de plante, 3 specii de păsări, 1 specie de mamifere.